# Arakabesan
Arakabesan, auch Ngerekebesang genannt, ist eine kleine Insel im westlichen Pazifischen Ozean; sie gehört geographisch zu den Palauinseln und verwaltungsmäßig zum Staat Koror der Inselrepublik Palau.
Die etwa 2,3 km² große und dicht bewaldete Insel liegt 600 Meter nordwestlich der Insel Koror, mit der sie über eine Brücke verbunden ist. Hauptort von Arakabesan ist Meyuns an der Ostküste, daneben befinden sich noch die Siedlung Eang und das gleichnamige Ngerekebesang auf der Insel. Letztere Siedlung war zeitweise auch Sitz des Präsidenten von Palau.
Im Westen der Insel finden sich hauptsächlich touristische Freizeiteinrichtungen und Hotelanlagen, die nach 1980 errichtet wurden. Der äußerst nordwestliche Teil von Arakabesan ist nicht bewohnt. Hier liegt der 85 Meter hohe Desomel. Höchste Erhebung der Insel jedoch ist der Roiskebesang im Süden mit 110 Metern über Meeresniveau.